# Cecilia Heraud Pérez
Cecilia Heraud Pérez-Tellería (Lima, 1944) es una poetisa, escritora, profesora y gestora cultural peruana, conocida por ser la difusora de la obra de Javier Heraud.

## Biografía
Nació el 10 de octubre de 1943 en el distrito limeño de Miraflores, siendo la cuarta hija de Jorge Heraud Cricet y Victoria Pérez Tellería, es hermana menor del científico Jorge Heraud y del poeta Javier Heraud.
Estudió en un colegio de monjas francés.
Luego de la muerte de su padre, Jorge Heraud Cricet, Cecilia decide tomar la posta, siendo la impulsadora del reconocimiento e investigadora de la obra de su hermano mayor Javier.  Escribió los libros Vida y muerte de Javier Heraud (1983) por la Editorial Mosca Azul y Entre los ríos. Javier Heraud (1942-1943) (2013) publicada por el Fondo Editorial PUCP de la Pontificia Universidad Católica del Perú.

## Obra
- Vida y muerte de Javier Heraud (Recuerdos, testimonios y documentos) (1989)[9]
- Entre los ríos. Javier Heraud (1942-1943) (2013)

## Filmografía
- El viaje de Javier Heraud (2019)[10]
- La pasión de Javier (2019)